# Cohobación
En la química premoderna y la alquimia, la cohobación era el proceso en el que se destilaba repetidamente una misma sustancia, extrayendo un cuerpo líquido, y derramando una y otra vez el líquido extraído sobre la materia remanente al fondo del recipiente, condensando y volviendo a destilar, reiteradamente.
La cohobación es una especie de circulación, diferenciándose de ella únicamente en que durante la cohobación el líquido es extraído, al igual que en la destilación común, y es devuelto nuevamente; mientras que en la circulación, éste sube y baja en el mismo recipiente, sin haber sido extraído en el proceso. 
En la actualidad, este método sigue utilizándose principalmente en la producción de aceites esenciales.